# ليف أندرسون (صحفي)
ليف أندرسون (بالسويدية: Leif ”Smoke Rings” Anderson)‏ هو صحفي سويدي، ولد في 1925 في مالمو في السويد، وتوفي بنفس المكان في 1999.

## وصلات خارجية
- ليف أندرسون على موقع ميوزك برينز (الإنجليزية)
- ليف أندرسون على موقع ديسكوغز (الإنجليزية)